# Vacciniina illustris
Vacciniina illustris är en fjärilsart som beskrevs av Franz Dannehl 1927. Vacciniina illustris ingår i släktet Vacciniina och familjen juvelvingar. Inga underarter finns listade i Catalogue of Life.